# Richard Torrez
Richard Torrez est un boxeur américain né le 1er juin 1999 à Tulare en Californie. Aux Jeux olympiques d'été de 2020, il remporte une médaille d'argent dans la catégorie des poids super-lourds hommes.

## Biographie
Défait en finale des poids super-lourds par le boxeur professionnel Bakhodir Jalolov, Richard Torrez échoue à devenir le premier boxeur américain à être sacré champion olympique depuis Andre Ward en 2004,. Son père, Richard Torrez Sr., est un ancien boxeur qui a échoué à se qualifier pour les Jeux olympiques d'été de 1984. 
Médaillé olympique, il devient boxeur professionnel. Il remporte son premier combat par KO contre Allen Melson dès la deuxième reprise.

## Palmarès
- Médaille d'argent en +91 kg en Jeux olympiques d'été de 2020 à Tokyo, Japon